# زولتان برزیک
زولتان برزیک (انگلیسی: Zoltán Berczik؛ ۱۹۳۷ – ۲۰۱۱) یک بازیکن تنیس روی میز اهل مجارستان بود. 
وی در مسابقات کشوری و بین‌المللی در مجموع برنده ۶ مدال طلا، ۴ مدال نقره، ۴ مدال برنز شده‌است.